# Ali Hamroyev
Ali Ergashevich Hamroyev (in uzbeco Али Эргашевич Ҳамроев?; in russo Али Иргашалиевич Хамраев?, Ali Irgašalievič Chamraev; Tashkent, 19 maggio 1937) è un regista uzbeko, fino al 1991 sovietico.

## Biografia
Regista famoso nell'URSS per i suoi film realizzati tra gli anni '70 e '80.
Studia alla Università statale pan-russa di cinematografia (VGIK).
Tra i suoi film più conosciuti, anche all'estero, The Bodyguard e La settima pallottola.
Ha ricevuto numerosi riconoscimenti in patria compreso l'onorificenza ufficiale della Repubblica dell'Uzbekistan per meriti artistici.
Chamraev è ancora in attività e il suo ultimo film Bo Ba Bu è stato proiettato in numerosi festival cinematografici europei.

## Filmografia parziale
- La settima pallottola (Sedmaya pulya - Седьмая Пуля) (1972)
- The Bodyguard (Telokhranitel - Телохранитель) (1979)
- Zharkoye Leto v Kabule (Жаркое лето в Кабуле) (1983)
- Ya Tebya Pomnyu (Я тебя помню) (1985)
- Sad Zhelaniy (Сад желаний) (1987)
- Bo Ba Bu (Бо Ба Бу) (1998)